# Lisa Brand
Lisa Brand (* 17. September 1993 in Bern) ist eine Schweizer Schauspielerin.

## Leben
Lisa Brand wuchs in Bern auf und machte 2012 die Matura am Gymnasium Hofwil. Dort besuchte sie die Talentförderung Theater/Schauspiel, in Zusammenarbeit mit der Hochschule der Künste Bern. 
2009 wurde sie erfolgreich für den Film Verstrickt und Zugenäht in der Rolle der Sara gecastet. Des Weiteren wurde sie für den mit dem Schweizer Fernsehpreis ausgezeichneten Film Der Verdingbub engagiert. Darin spielte sie in der Rolle der Berteli und wurde dafür mit dem Bayerischen Filmpreis in der Kategorie Beste Nachwuchsdarstellerin ausgezeichnet und in der Kategorie Beste Darstellerin für den Schweizer Filmpreis nominiert. Eine weitere Auszeichnung ist Junge Talente.ch 2014, bei der sie mit dem Regisseur Dani Levy zusammenarbeitete.

## Filmografie (Auswahl)
- 2010: Verstrickt und Zugenäht
- 2011: Der Verdingbub
- 2012: Heiter bis tödlich: Alles Klara: Pizza Mortale
- 2013: Nocturne (Kurzfilm)
- 2014: Hochzeit (Kurzfilm)
- 2014: Wrong Planet (Kurzfilm)
- 2014: Die Formel (Kurzfilm)
- 2015: Inga Lindström: Süsse Leidenschaft
- 2015: Notruf Hafenkante: Fremde Heimat
- 2016: SOKO Köln: Kruppkas letzte Fahrt
- 2016: Bittersüss
- 2017: WaPo Bodensee: Genug ist genug
- 2017: Liebesbrief (Kurzfilm)
- 2018: Schächer (Kurzfilm)
- 2018: Rückkehr (Kurzfilm)
- 2018: Kater (Kurzfilm)
- 2018: The Zurich Liaison

## Auszeichnungen
- 2012: Schweizer Filmpreis, Nomination Beste Darstellerin für Der Verdingbub (Markus Imboden)
- 2013: Bayerischer Filmpreis 2012, Auszeichnung Beste Nachwuchsdarstellerin für Der Verdingbub (Markus Imboden)
- 2014: Junge Talente.ch 14
- 2015: The Monthly Film Festival (UK), Auszeichnung Beste Schauspielerin für Rotlicht (Sarah Bellin)
- 2016: Auszeichnung Best Female Performance (Feature) beim Gallup Film Festival (New Mexico, USA) für Bittersüss (Krishna Ashu Bhati)